# Софронешти (Васлуј)
Софронешти (рум. Sofronești) насеље је у Румунији у округу Васлуј у општини Тодирешти. Oпштина се налази на надморској висини од 134 m.

## Становништво
Према подацима из 2002. године у насељу је живело 162 становника, од којих су сви румунске националности.